# روي فاسبرغ
روي فاسبرغ (بالنرويجية البوكمول: Roy Wassberg)‏ هو مدرب كرة قدم ولاعب كرة قدم نرويجي في مركز قلب الدفاع، ولد في 28 سبتمبر 1970 في برغن في النرويج. شارك مع منتخب النرويج تحت 21 سنة لكرة القدم. أما مع النوادي، فقد لعب مع إثنيكوس ونادي بانيونيوس ونادي بران.

## وصلات خارجية
- روي فاسبرغ على موقع اتحاد النرويج (النرويجية)
- روي فاسبرغ على موقع قاعدة بيانات كرة القدم.إي يو (الإنجليزية)